# Виноградов, Павел Владимирович
Па́вел Влади́мирович Виногра́дов (род. 31 августа 1953, Магадан) — российский космонавт. Совершил 7 выходов в открытый космос. Общая продолжительность его работы в открытом космосе на 2014 год — 38 часов 25 минут.

Является самым возрастным человеком, который когда-либо работал в открытом космосе, совершив выход в околоземное космическое пространство в возрасте 59 лет.

## Биография
Родился 31 августа 1953 года в Магадане (отец – инженер, мать – бухгалтер), вырос на Чукотке, где в 1970 году окончил Анадырскую среднюю школу № 1.

С сентября 1970 года – ученик токаря, с октября 1970 по апрель 1971 года – токарь 2-го разряда Московского машиностроительного завода «Красный октябрь».
С 1971 года учился в Московском авиационном институте по специальности «Производство ЛА», получил специальность «инженер-механик по производству ЛА» в 1977 году. В 1980 году окончил заочное отделение МАИ, факультет «Системы автоматизированного проектирования ЛА» по специальности «Системный анализ, большие компьютерные системы». После окончания института работал в нём же инженером, старшим инженером (с мая 1978 года) отраслевой лаборатории «Систем автоматизированного проектирования ЛА», одновременно был нештатным испытателем в ИМБП, где участвовал в различных испытаниях по программе «Буран».
С августа 1983 года по 1992 год — инженер, старший инженер, ведущий инженер, начальник группы, начальник сектора НПО «Энергия» им. С. П. Королева.
Занимался отработкой действий экипажей космического корабля «Союз ТМ» и орбитального корабля «Буран», разработкой автоматизированных систем подготовки космонавтов. Участвовал в подготовке пусков космических кораблей «Союз ТМ», «Буран», многоразового ракетно-космического комплекса «Энергия». Занимался стыковочным узлом для орбитального корабля «Буран». В 1985 году принимал участие в подготовке группы бортинженеров по программе «Буран».
С марта 1999 года – вице-президент Федерации космонавтики РФ.
С 6 февраля 2003 года начальник 291-го отдела РККЭ (командир отряда космонавтов). 30 октября 2007 года освобожден от этой должности и назначен заместителем начальника Лётно-космического центра ОАО РККЭ.
В 2017 оставил должность инструктора-космонавта-испытателя. В 2022 занимал должность заместителя руководителя 11-го Центра (ГОГУ), руководителя 29-го отделения РККЭ.

### Космическая подготовка
Отобран в отряд космонавтов НПО «Энергия» в марте 1992 года. С 1 октября 1992 года по февраль 1994 года проходил курс общекосмической подготовки в центре подготовки космонавтов им. Ю. А. Гагарина.
С 20 мая 1994 года по 20 февраля 1995 года прошёл лётную и парашютную подготовку, выполнил тренировки в гидролаборатории, полёты на невесомость и тренировки на выживание, полностью завершил курс общекосмической подготовки, сдал все экзамены и зачёты и получил квалификацию «космонавт-испытатель».
10 мая 1995 года переведён на должность космонавта-испытателя в отряде космонавтов РКК «Энергия».
14 февраля 1995 года введён во второй экипаж 20-й основной экспедиции «Евромир-95». С 20 февраля по август 1995 года проходил подготовку в качестве бортинженера, вместе с Геннадием Манаковым, а с 1 апреля с Кристером Фуглесангом (ЕКА, Швеция).
3 сентября 1995 года был дублёром бортинженера ТК «Союз ТМ-22» Сергея Авдеева.
С октября 1995 по июль 1996 года проходил непосредственную подготовку в качестве бортинженера первого экипажа космического корабля «Союз ТМ-24» по программе 22-й основной экспедиции (ЭО-22), российско-американской экспедиции NASA-3 и «Кассиопея» вместе с Геннадием Манаковым, Джоном Блаха (США) и Клоди Андре-Деэ (Франция).
9 августа 1996 года, в связи с заболеванием командира Геннадия Манакова, основной экипаж (кроме Клоди Андре-Деэ) ЭО-22 был заменён дублёрами (Валерием Корзуном и Александром Калери).
С августа 1996 по июль 1997 года проходил подготовку в качестве бортинженера основного экипажа по программе 24-й основной экспедиции, вместе с Юрием Гидзенко, а с октября 1996 года с Анатолием Соловьёвым.
28 июля 1997 года решением Государственной межведомственной комиссии назначен бортинженером дублирующего экипажа МКС-3, вместе с Валерием Корзуном.

### Космические полёты

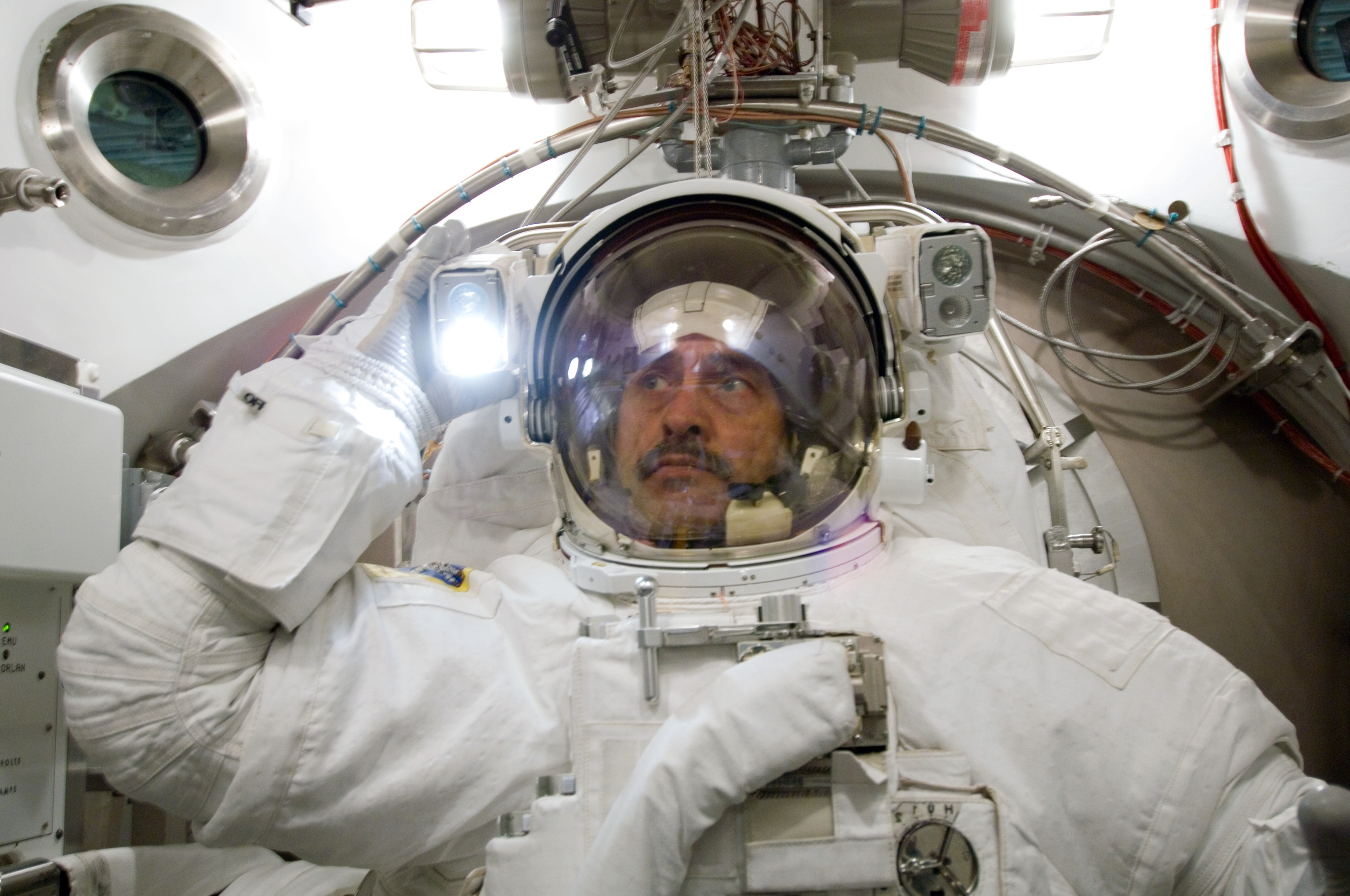
Павел Виноградов проходит тренировки в американском скафандре.

Первый космический полёт совершил в качестве бортинженера корабля «Союз ТМ-26» и 24-й основной экспедиции на космической станции «Мир», командиром экипажа был Анатолий Соловьёв. Корабль «Союз ТМ-26» стартовал с космодрома Байконур 5 августа 1997 года и 7 августа состыковался со станцией «Мир». В это время на станции «Мир» находился экипаж 23-й основной экспедиции Василий Циблиев, Александр Лазуткин и американский астронавт Майкл Фоул. Космонавты Циблиев и Лазуткин покинули станцию 14 августа 1997 года. 29 сентября 1997 года к станции «Мир» прибыл американский шаттл «Атлантис» STS-86. Произошла замена американских членов экипажа станции: Майкл Фоул отправился на Землю, а Дейвид Вулф остался на станции. 24 января 1998 года к станции «Мир» прибыл американский шаттл «Индевор» STS-89. Произошла очередная смена американского члена экипажа станции: вместо Дэвида Вульфа на станции остался Эндрю Томас. 31 января 1998 года к станции пристыковался корабль «Союз ТМ-27», на котором прибыли космонавты 25-й основной экспедиции «Мир»: Талгат Мусабаев и Николай Бударин, а также, с кратким посещением станции, французский космонавт Леопольд Эйартц. Виноградов, Соловьёв и Эйартц вернулись на Землю 19 февраля 1998 года.
Во время этой экспедиции Павел Виноградов провёл 197 суток 17 часов и 34 минуты в космосе. Во время полёта Павел Виноградов и командир экспедиции Анатолий Соловьёв выполнили пять выходов в открытый космос общей продолжительностью 25 часов 16 минут.
Впоследствии прошёл подготовку в качестве командира корабля «Союз ТМА-8» и 13-го долговременного экипажа Международной космической станции. Старт корабля «Союз ТМА-8» произошёл 30 марта 2006 года с космодрома Байконур.
28 марта (29 марта по московскому времени) 2013 года стартовал на космическом корабле «Союз ТМА-08М» в качестве командира корабля и основной экспедиции МКС-35. Совершив этот старт в возрасте 59 лет, стал самым пожилым космонавтом в России (до этого отечественный рекорд — 58 лет — почти 15 лет принадлежал Валерию Рюмину). Уже через 6 часов (впервые по т. н. «быстрой схеме») корабль осуществил стыковку с Международной космической станцией.
24 апреля 2008 года награждён орденом «За заслуги перед отечеством» IV степени за второй космический полёт, а 22 октября 2015 года – орденом Мужества за третий.
Статистика
| # | Стартовый корабль | Старт, UTC        | Экспедиция              | Корабль посадки | Посадка, UTC      | Налёт                       | Выходы в открытый космос | Время в открытом космосе |
| - | ----------------- | ----------------- | ----------------------- | --------------- | ----------------- | --------------------------- | ------------------------ | ------------------------ |
| 1 | Союз ТМ-26        | 05.08.1997, 15:35 | Союз ТМ-26, Мир-24      | Союз ТМ-26      | 19.02.1998, 09:09 | 197 дней 17 часов 33 минуты | 5                        | 25 часов 14 минут        |
| 2 | Союз ТМА-8        | 30.03.2006, 02:30 | Союз ТМА-8, МКС-13      | Союз ТМА-8      | 29.09.2006, 01:13 | 182 дня 22 часа 43 минуты   | 1                        | 06 часов 31 минута       |
| 3 | Союз ТМА-08М      | 28.03.2013, 20:43 | Союз ТМА-08М, МКС-35/36 | Союз ТМА-08М    | 11.09.2013, 02:58 | 166 суток 06 часов 15 минут | 1                        | 06 часов 38 минут        |
|   |                   |                   |                         |                 |                   | 546 суток 22 часа 31 минута | 7                        | 38 часов 23 минуты       |

## Награды
- Герой Российской Федерации (10 апреля 1998 года) — за мужество и героизм, проявленные во время длительного космического полёта двадцать четвёртой основной экспедиции на орбитальном научно-исследовательском комплексе «Мир»[5];
- Почётное звание «Лётчик-космонавт Российской Федерации» (10 апреля 1998 года);
- Орден «За заслуги перед Отечеством» IV степени (24 апреля 2008 года) — за второй космический полёт, совершённый по программе МКС-13[6][7];
- Орден Мужества (22 октября 2015 года) — за мужество и высокий профессионализм, проявленные при осуществлении длительного космического полёта на Международной космической станции[8];
- Медаль «За заслуги в освоении космоса» (12 апреля 2011 года) — за большие заслуги в области исследования, освоения и использования космического пространства, многолетнюю добросовестную работу, активную общественную деятельность[9];
- Медаль Алексея Леонова (Кемеровская область, 2015) — за семь совершённых выходов в открытый космос[10];
- Две медали «За космический полёт» (NASA, 1998 и 2007);
- Почётный гражданин Магаданской области (18 октября 2013 года) — за высокие достижения в области освоения космического пространства, ставшие предметом особой гордости и глубокого уважения земляков-колымчан[11];
- Почётный гражданин города Анадырь (26 декабря 2006 год) — за личный вклад в патриотическое воспитание молодежи[12][13].

## Семья
П. В. Виноградов женат, имеет сына и дочь от первого брака и дочь во втором браке.
Будучи активным радиолюбителем (позывной RV3BS), стал первым в мире человеком, передавшим с борта МКС изображения по любительским каналам связи.